# 里川重夫
里川 重夫（さとかわ しげお、1963年〈昭和38年〉10月10日 - ）は日本の化学者。成蹊大学理工学部教授。博士（工学）。専門は触媒化学、無機材料。出身は東京。

## 経歴

### 学歴
- 1982年3月 駒場東邦高等学校卒業
- 1986年3月 早稲田大学理工学部応用化学科卒業
- 1988年3月 早稲田大学大学院理工学研究科応用化学専攻修士課程修了
- 1999年2月 早稲田大学大学院博士（工学）学位取得（課程外）「層状及び多孔質アルミノケイ酸塩の合成法に関する研究」

### 職歴
- 1988年4月 東ソー株式会社入社
- 1990年5月 工業技術院名古屋工業技術試験所派遣
- 1994年5月 東京ガス株式会社入社
- 2005年4月 社団法人日本ガス協会出向
- 2006年4月 成蹊大学理工学部助教授
- 2007年4月 成蹊大学理工学部教授
- 2015年4月 成蹊大学大学院理工学研究科理工学専攻物質生命コース主任
- 2017年4月 成蹊大学理工学部物質生命理工学科主任

### 兼務（教育関係）
- 東京工業大学非常勤講師（2015年度）
- 東京農工大学工学部非常勤講師（2007年度）
- 法政大学生命科学部非常勤講師（2010～2014年度）
- 早稲田大学理工学部非常勤講師（2017年度から）

### 兼務（研究関係）
- 触媒学会教育推進委員（2008～2010年度）
- 触媒学会工業触媒研究会世話人会計（2012～2014年度、2018年度～）
- 触媒学会水素の製造と利用のための触媒技術研究会世話人代表（2012～2014年度）
- 触媒学会企画委員 (2003～2004年度)
- 触媒学会編集委員 (2001～2004年度)
- 触媒学会年鑑出版委員 (2000～2001年度、2006～2007年度)
- 触媒学会キャタリシススクール運営委員及び委員長 (2009～2012年度）
- 触媒学会東日本支部幹事 (2000～2001年度、2004～2011年度)
- 触媒学会50周年公開イベント実行委員長（2009年度）
- 世界化学年記念公開イベント実行委員長（2011年度）
- ゼオライト学会理事 (2002～2005、2010～2012年度編集担当、2013～2015年度庶務担当、2016～2017年度企画・広報委員長）
- ゼオライト学会編集委員 （1998年度～2008年度）、委員長（2010～2011年度）
- ゼオライト学会実行委員長（2010, 2012年度）
- 化学工学会環境部会庶務幹事会計担当（2006～2007年度）
- 日本化学会産学交流委員 (2003～2004年度)
- 石油学会研究・技術企画委員（2010～2012年度）
- 水素エネルギー協会評議員・企画委員・編集委員（2016年度）
- 水素エネルギー協会理事編集委員長（2017〜2018年度）

### 表彰
- 2016年度石油学会論文賞(2017.3)
- 2005年度触媒学会奨励賞(2006.3)
- 1998年度日本粘土学会奨励賞(1998.10)

## 研究キーワード
天然ガス, 合成ガス, 水素エネルギーキャリア, 固体触媒, 工業触媒, 脱硫触媒, NO選択還元触媒, 水素製造触媒, アンモニア合成触媒, CO2還元, 触媒劣化, ゼオライト, 金属酸化物, 無機材料, プロトン伝導型固体電解質, 燃料電池, 水電解, 電解合成

## 人物
武蔵野市主催の”親子deサイエンス”などの様々な実験教室を開き、教育普及活動を行っている。学生のために、居室に炊飯器を設置して米を常備している。学生は好きに白米を食べることができ、レトルトカレーやふりかけを持ち込み白米を食べている。

### 趣味
旅行、食べ歩き、鉄道、ドライブ、ものまね

### 好きな言葉
為せば成る　為さねば成らぬ何事も　成らぬは人の為さぬなりけり

## 逸話
どれだけ酒を飲んでも次の日には完全回復している。

## 重要な論文
- S Satokawa, J Shibata, K Shimizu, A Satsuma, T Hattori: "Promotion effect of H2 on the low temperature activity of the selective reduction of NO by light hydrocarbons over Ag/Al2O3", Applied Catalysis B: Environmental 42 (2), 179-186, (2003).

- P Chutia, S Kato, T Kojima, S Satokawa: "Arsenic adsorption from aqueous solution on synthetic zeolites", Journal of Hazardous Materials 162 (1), 440-447, (2009).
- P Chutia, S Kato, T Kojima, S Satokawa: "Adsorption of As (V) on surfactant-modified natural zeolites", Journal of Hazardous Materials 162 (1), 204-211, (2009).

## 著書・編集・監修
「触媒調製ハンドブック」17節”銀イオン交換ゼオライト”, 2011年4月, (株式会社NTS)